# Opaeophora occulta
Opaeophora occulta är en mossdjursart som beskrevs av Moyano 2002. Opaeophora occulta ingår i släktet Opaeophora och familjen Microporidae. Inga underarter finns listade i Catalogue of Life.